# Red Hot Riding Hood
Red Hot Riding Hood ovvero Cappuccetto Rosso a Hollywood è un film del 1943 diretto da Tex Avery e prodotto Metro-Goldwyn-Mayer della durata di 7 minuti. Nel 1994, è stato votato il numero 7 di The 50 Greatest Cartoons, dei più grandi cartoni animati di tutti i tempi dai membri del campo di animazione, rendendolo il cartone animato MGM più alto della lista. È uno dei cartoni animati più popolari di Tex Avery, ispirando molti dei suoi cortometraggi "sequel" e influenzando altri cartoni animati e lungometraggi per anni.

## Trama
La storia parte nei primi tre minuti narrando le vicende della storia di Cappuccetto Rosso, ma i personaggi si "ribellano" al narratore, che accetta di fare qualcosa di più moderno. Il lupo diventa un donnaiolo in smoking, Cappuccetto Rosso una showgirl dai capelli rossi e la nonna la padrona del locale. Durante lo show, il lupo salta sul tavolo, schiamazza e cerca di attrarre l'attenzione della ragazza, ma quando la precede nelle stanze della nonna, trova quest'ultima intenzionata a sedurlo.